# Latebraria errans
Latebraria errans är en fjärilsart som beskrevs av Walker 1858. Latebraria errans ingår i släktet Latebraria och familjen nattflyn. Inga underarter finns listade i Catalogue of Life.